# Antonina Kosjel
Antonina Vladimirovna Kosjel (Russisch: Антонина Владимировна Кошель, Wit-Russisch: Антаніна Уладзіміраўна Кошаль) (Smaliavitsji, 20 november 1954) is een voormalig turnster uit de Sovjet-Unie.
Kosjel werd met haar ploeggenoten in  1972 olympisch kampioen in de landenwedstrijd. Na haar actieve carrière werd Kosjel turncoach. 

## Resultaten

### Olympische Zomerspelen
| Jaar | Plaats  | Resultaten                   |
| ---- | ------- | ---------------------------- |
| 1972 | München | landenwedstrijd 16e meerkamp |